# .ru
.ru е национален интернет домейн от първо ниво за Русия.
Руският домейн е делегирал през април 1994 г. Това събитие е предшествано от подписването на историческото споразумение „по нареждане на администрацията на зоната RU“, проведена на 4 декември 1993 г. по време на среща на най-голямата по това време в Русия ISP: „Демо Плюс“, „Техно“, „GlasNet“, „SovAm Телепорт“, „EUnet / Relcom“, „X-Атом“, „Freenet“.
В съответствие с функциите на администрацията и техническата поддръжка на националните домейни RU са прехвърлени на RosNIIROS (руски изследователски институт за обществени мрежи), които си поставят за цел до 2000 година да се регистрират всички домейни в зоната на RU. През 2006 година в зоната администратор са прехвърлени в националния координационен център домейн.

## Правила при регистрация
- .ru домейните използват .RU Contact база данни и имат един публичен контакт – този на регистранта[1]
- при регистрацията на .ru домейн е нужно да предоставите следната информация:[2]
  - За юридически лица:
    - Адрес на управление
    - Идентификационен номер на дружеството (ДДС Номер за Български фирми)
    - Пълно наименование на юридическото лице

  - За физически лица
    - Име на регистранта (за предпочитане на кирилица)
    - Номер на паспорт – номер на паспорт, издаден от, издаден на
    - Дата на раждане – във формат Ден – Месец – Година

## Домейни от второ ниво
Освен споменатите по-долу .ru домейни от второ ниво, има редица други предназачени за различните типове организации и географски локации.

#### Основни домейни от второ ниво
.ac.ru: научни организации и университети scientific institutions and higher education
.com.ru: за използване с комерсиална цел
.edu.ru: образование
.gov.ru: Руско федерално правителство
.int.ru: международни организации
.mil.ru: Руската армия 
.net.ru: Организации свързани с интернет
.org.ru: организации с некомерсиални цели
.pp.ru: за лично използване

#### Домейни от второ ниво за федерални субекти в Русия
Някои федерални субекти имат повече от един домейн от второ ниво, докато някои нямат изобщо.
.adygeya.ru: Адигея
.bashkiria.ru: Башкирия
.buryatia.ru, .ulan-ude.ru: Бурятия
.grozny.ru: Чеченска република
.cap.ru: Чувашия
.dagestan.ru: Дагестан
.nalchik.ru: Кабардино-Балкария
.kalmykia.ru: Калмикия
.kchr.ru: Карачаево-Черкезия
.karelia.ru, .ptz.ru: Република Карелия
.khakassia.ru: Хакасия
.komi.ru: Коми
.mari-el.ru, mari.ru, .joshkar-ola.ru: Марий Ел
.mordovia.ru: Мордовия
.yakutia.ru: Якутия
.vladikavkaz.ru: Северна Осетия
.kazan.ru, .tatarstan.ru: Татарстан
.tuva.ru: Тува
.izhevsk.ru, .udmurtia.ru, .udm.ru: Удмуртия
.altai.ru: Алтайски край
.kamchatka.ru: Камчатски край
.khabarovsk.ru, .khv.ru: Хабаровски край
.kuban.ru: Краснодарски край
.krasnoyarsk.ru: Красноярски край
.perm.ru: Пермски край
.marine.ru, .vladivostok.ru: Приморски край
.stavropol.ru, .stv.ru: Ставрополски край
.chita.ru: Забайкалски край
.amur.ru: Амурска област
.arkhangelsk.ru: Архангелска област
.astrakhan.ru: Астраханска област
.belgorod.ru: Белгородска област
.bryansk.ru: Брянска област
.chelyabinsk.ru, .chel.ru: Челябинска област
.ivanovo.ru: Ивановска област
.irkutsk.ru: Иркутска област
.koenig.ru: Калининградска област
.kaluga.ru: Калининградска област
.kemerovo.ru: Кемеровска област
.kirov.ru, .vyatka.ru: Кировска област
.kostroma.ru: Костромска област
.kurgan.ru: Курганска област
.kursk.ru: Курска област
.lipetsk.ru: Липецка област
.magadan.ru: Магаданска област
.mosreg.ru: Московска област
.murmansk.ru: Мурманска област
.nnov.ru: Нижегородска област
.nov.ru: Новгородска област
.novosibirsk.ru, .nsk.ru: Новосибирска област
.omsk.ru: Омска област
.orenburg.ru: Оренбургска област
.oryol.ru: Орловска област
.penza.ru: Пензенска област
.pskov.ru: Псковска област
.rnd.ru: Ростовска област
.ryazan.ru: Рязанска област
.samara.ru: Самарска област
.saratov.ru: Саратовска област
.sakhalin.ru, .yuzhno-sakhalinsk.ru: Сахалинска област
.e-burg.ru, .yekaterinburg.ru: Свердловска област
.smolensk.ru: Смоленска област
.tambov.ru: Тамбовска област
.tver.ru: Тверска област
.tomsk.ru, .tom.ru, .tsk.ru: Томска област
.tula.ru: Тулска област
.tyumen.ru: Тюменска област
.simbirsk.ru: Уляновска област
.vladimir.ru: Владимирска област
.volgograd.ru, .tsaritsyn.ru: Волгоградска област
.vologda.ru: Вологодска област
.cbg.ru, .voronezh.ru, .vrn.ru: Воронежка област
.yaroslavl.ru: Ярославска област
.mos.ru, .msk.ru: Москва
.spb.ru: Санкт Петербург
.bir.ru, .jar.ru: Еврейска автономна област
.chukotka.ru: Чукотски автономен окръг
.surgut.ru: Ханти-Мансийски автономен окръг – Югра
.yamal.ru: Ямало-Ненецки автономен окръг